# Xyletinus fasciatus
Xyletinus fasciatus is een keversoort uit de familie klopkevers (Anobiidae). De wetenschappelijke naam van de soort is voor het eerst geldig gepubliceerd in 1962 door White.